# ألبرتو جونزاليس
ألبيرتو ر. جونزاليس (بالإنجليزية: Alberto Gonzales)‏ (من مواليد 4 أغسطس 1955) هو محام أمريكي شغل منصب النائب العام الثمانين للولايات المتحدة، وعينه الرئيس جورج دبليو بوش في فبراير 2005، ليصبح أعلى مركز حكومي تنفيذي يصل إليه أمريكي من أصل هسباني حتى الآن. وكان أول أمريكي من أصل اسباني ليعمل كمستشار للبيت الأبيض. وكان في وقت سابق المستشار العام لبوش خلال فترة حكمه في تكساس. كما شغل جونزاليس منصب وزير خارجية تكساس ثم قاضيا في محكمة تكساس العليا.
وقد اتسمت فترة جونزاليس كنائب عام بجدل حول مراقبة الحكومة للمواطنين الأمريكيين دون مبرر والسماح القانوني لما يسمى «أساليب الاستجواب المعزز» التي رأى الجميع لاحقا بأنها عمليات تعذيب «شرعية»، وذلك في الحرب على الارهاب التي شنتها الحكومة الأمريكية بعد هجمات 11 سبتمبر. وترأس جونزاليس أيضا عملية فصل العديد من المحامين الأمريكيين الذين رفضوا توجيهات البيت الأبيض لمقاضاة الأعداء السياسيين، ما تسبب في جعل مكتب النائب العام مسيسا بشكل غير مقبول. طالب العديدون بإقالته، فاستقال جونزاليس من المنصب «لمصلحة الوزارة»، في 27 أغسطس 2007، ثم ينفذ القرار في 17 سبتمبر 2007.
في عام 2008، أسس جونزاليس مؤسسة وساطة واستشارات. كما قام بتدريس مادة العلوم السياسية وعمل كموظف تنوع عرقي في جامعة تكساس التقنية. يشغل جونزاليس حاليا منصب عميد كلية الحقوق بجامعة بلمونت في ناشفيل عاصمة تينيسي حيث يعلم حاليا القانون الدستوري والفصل بين السلطات وقانون الأمن القومي وقانون التعديل الأول. وهو أيضا محام في شركة محاماة مقرها ناشفيل، والر لانسدن دورتش وديفيس، حيث يقدم المشورة للعملاء بشأن المسائل الخاصة والتحقيقات الحكومية والمسائل التنظيمية. وكثيرا ما يكتب مقالات الرأي للصحف الوطنية، ويظهر على البرامج الإخبارية الوطنية. ووضع في المرتبة الأولى في قائمة موقع نوسماكس عن «أكثر 50 جمهوري من أصل لاتيني تأثيرا» في عام 2016.

## روابط خارجية
- ألبرتو جونزاليس على موقع الموسوعة البريطانية (الإنجليزية)
- ألبرتو جونزاليس على موقع مونزينجر (الألمانية)
- ألبرتو جونزاليس على موقع إن إن دي بي (الإنجليزية)